# سنان المري
سنان بن أبي حارثة (حميضة) بن مرة بن نشبة بن غيظ بن مرة بن سعد بن ذبيان بن بغيض بن ريث بن غطفان. شاعر عربي جاهلي شريف، من ذبيان، له مواقف مشهورة في أيام العرب مثل داحس والغبراء، وشعب جبلة، والرقم وغيرها. وكان ابنه «هرم» من أجود العرب، وهو ممدوح زهير.
وقيل أنه عمّر حتى بلغ 150 سنة، فهام على وجهه خرفاً ففقد، ثم وجدوه ميتاً فرثاه زهير وهو صهر الحارث بن ظالم المري وزوج أخته سلمى.